# Ouéléni (département)
Pour le chef-lieu, voir Ouéléni.
Ouéléni est un département du Burkina Faso situé dans la province Léraba et dans la région Cascades.
- En 2006 département comptait 12 130 habitants.
- En 2006 département comptait 17 993 habitants[1].

## Villages
Le département et la commune rurale de Ouéléni comprend 14 villages (données de population du recensement de 2006) :
- Bébougou	(573 habitants)
- Botogo (504 habitants)
- Foloni (527 habitants)
- Kinga (419 habitants)
- Kobadah (931 habitants)
- Namboèna (326 habitants)
- Ouéléni (1 628 habitants), chef-lieu
- Outila (1 305 habitants)
- Pélignan (542 habitants)
- Sarkandiala (1 509 habitants)
- Sélé (237 habitants)
- Sountourkou (746habitants)
- Téna (1 698 habitants)
- Tiongo (717 habitants)